# Yinghua
Yinghua (kinesiska: 蓥华镇, 蓥华) är en köping i Kina. Den ligger i provinsen Sichuan, i den sydvästra delen av landet, omkring 73 kilometer norr om provinshuvudstaden Chengdu. Antalet invånare är 11 029. Befolkningen består av 5 352 kvinnor och 5 677 män. Barn under 15 år utgör 12,0 %, vuxna 15-64 år 76 %, och äldre över 65 år 11,0 %.
Genomsnittlig årsnederbörd är 1 200 millimeter. Den regnigaste månaden är juli, med i genomsnitt 346 mm nederbörd, och den torraste är december, med 5 mm nederbörd.